# Mönsterås nya Järnvägsaktiebolag
Die Mönsterås nya Järnvägsaktiebolag (MÅJ) war eine schwedische Aktiengesellschaft.

## Geschichte
Nachdem die Mönsterås–Åseda Järnvägsaktiebolag am 22. Januar 1905 der 27 Kilometer lange Streckenabschnitt zwischen Sandbäckshult und Alsterbro der Bahnstrecke Mönsterås–Växjö eröffnet hatte, geriet sie in Zahlungsschwierigkeiten und wurde aufgelöst.
Am 15. März 1910 übernahm die Kalmar läns östra järnvägsaktiebola (KBJ) die Mönsterås–Åseda Järnvägsaktiebolag und gründete für den Weiterbau der Strecke am 25. April 1910 in Mönsterås die Nachfolgegesellschaft Mönsterås nya Järnvägsaktiebolag als Tochtergesellschaft mit den gleichen Initialen MÅJ.
Die Kalmar läns östra järnvägsaktiebolag und mit ihr die Tochtergesellschaft Mönsterås nya Järnvägsaktiebolag wurden am 1. Juli 1940 im Rahmen der allgemeinen Eisenbahnverstaatlichung in Schweden vom Staat übernommen und in Statens Järnvägar integriert.